# Coelopleurus floridanus
Coelopleurus floridanus är en sjöborreart. Coelopleurus floridanus ingår i släktet Coelopleurus och familjen Arbaciidae. Inga underarter finns listade i Catalogue of Life.

## Bildgalleri

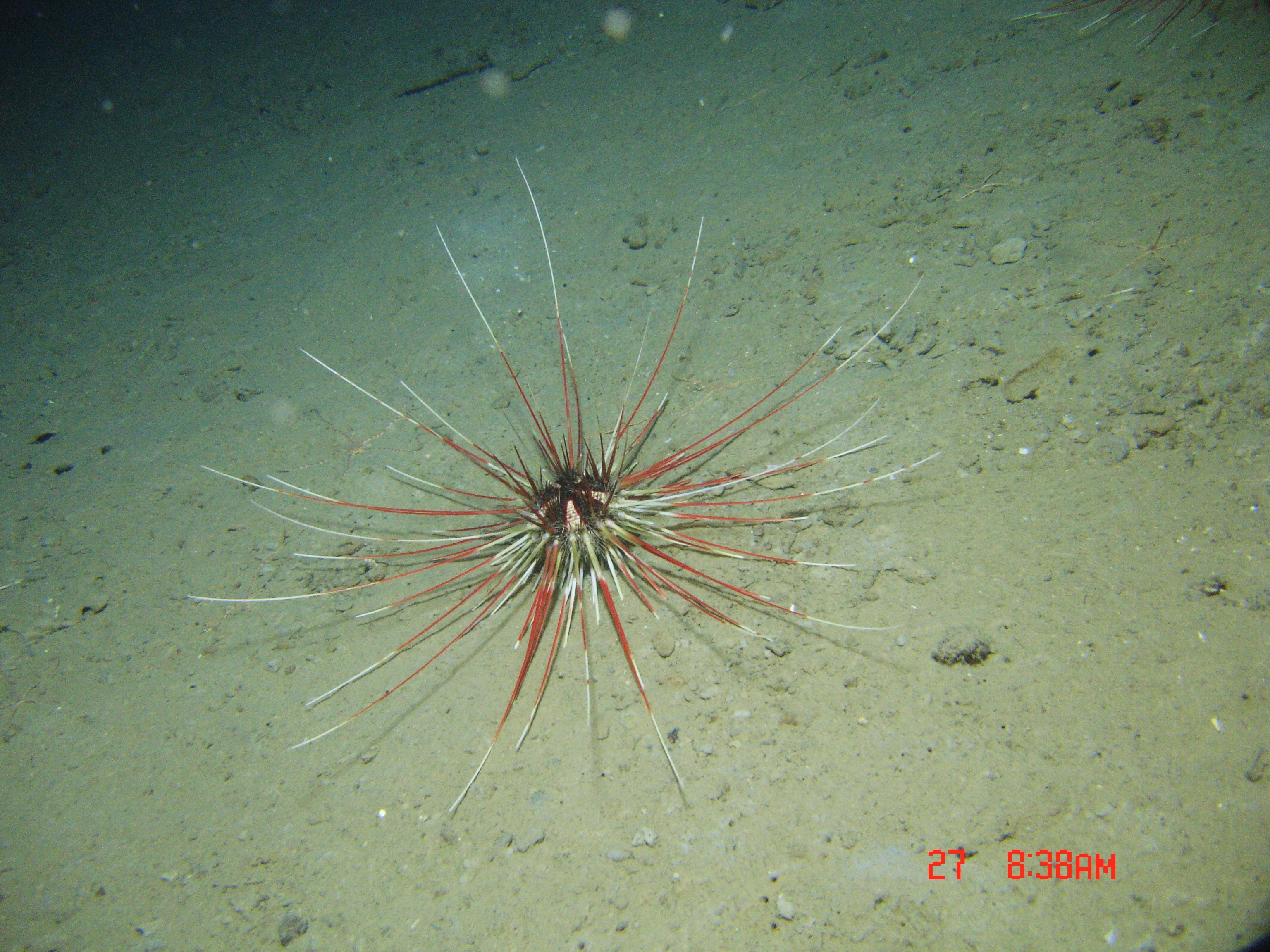